# Course de yacks

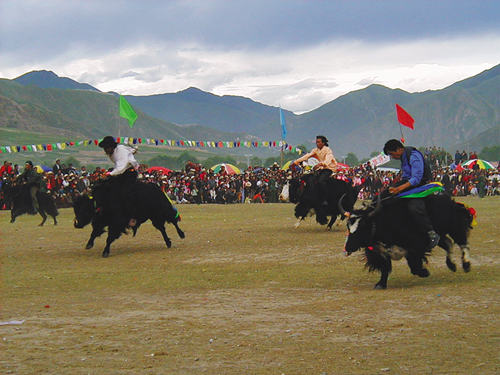
Course au Tibet.

Une course de yacks (en chinois : 赛牦牛) est un sport-spectacle très populaire, organisé dans de nombreuses fêtes traditionnelles de divers pays et régions d'Asie Centrale : Tibet, Kazakhstan, Kirghizistan, Gilgit-Baltistan, Ladakh et Mongolie. Ces rassemblements intègrent des danses et des chants populaires aux jeux physiques traditionnels dans lesquels on trouve également du rodéo et du polo à dos de yack,. Pour les Tibétains en particulier, c'est une occasion festive très spéciale.

## La course

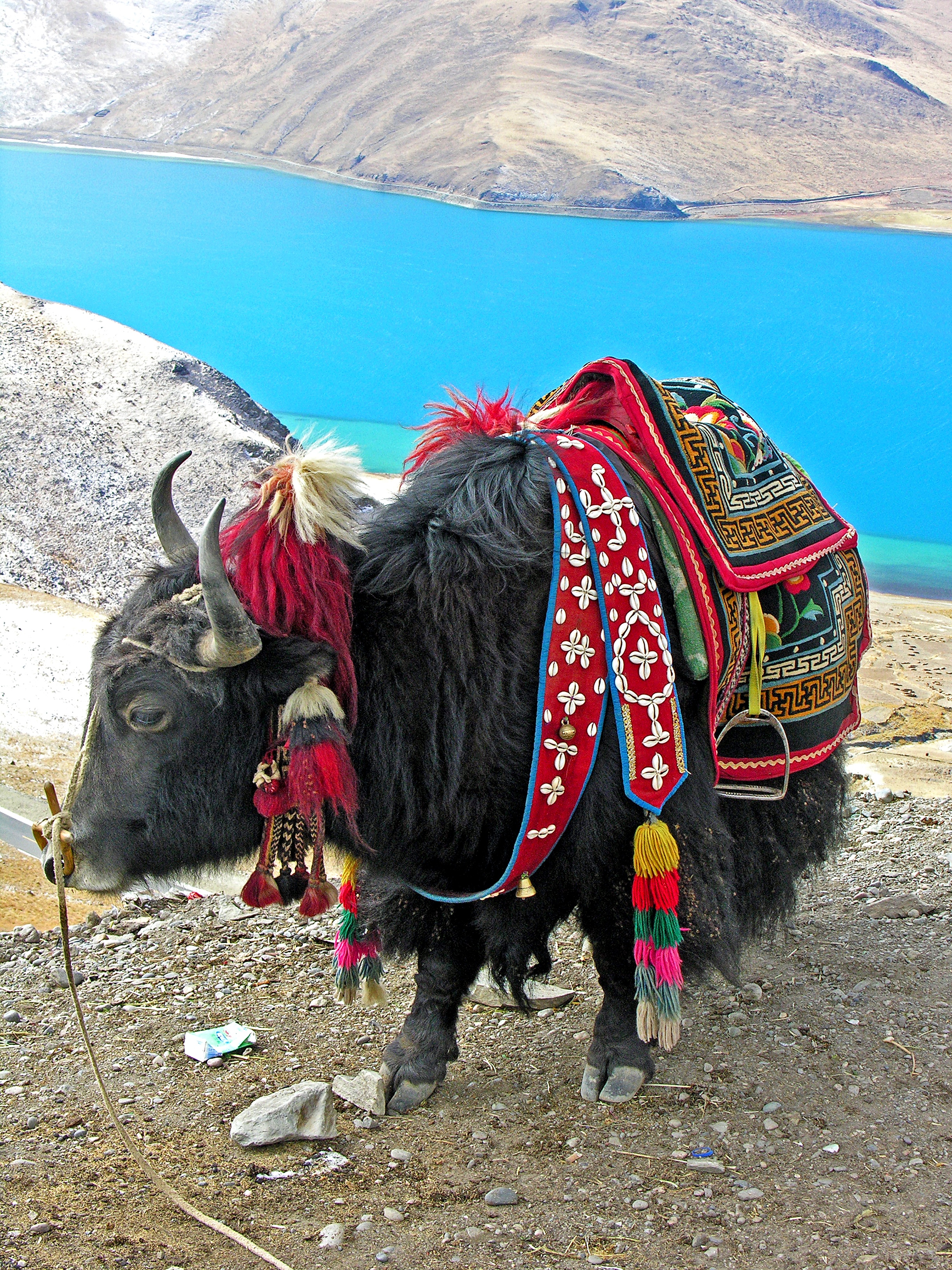
Yack richement harnaché (Tibet).

Les courses de yacks sont très connues au Tibet, mais aussi pour être pratiquées dans certaines parties du Kazakhstan, du Kirghizistan et du Pamir au Pakistan.
Les concurrents sont généralement au nombre de 10 ou 12. Les yacks et leurs cavaliers, se rassemblant sur le lieu des courses, viennent de différents villages de la région. Les participants sont nombreux. La course est un événement très coloré ; le yack et son cavalier sont richement vêtus. En plus de sa selle décorée, la tête du yak, ses cornes et sa queue sont ornées de divers tissus aux motifs traditionnels. Les cavaliers et les éleveurs se présentent également vêtus de tenues très colorées, adaptées à l'occasion en tant que symboles porte-bonheur afin que leurs montures puissent remporter la première place. La course comporte le même degré de risques que les courses de chevaux. La piste de course est de 2 000 mètres en plein champ et les yacks couvrent cette distance en 8 minutes environ. En effet, malgré son apparence trapue, le yack est très rapide sur une courte distance.

## En Chine

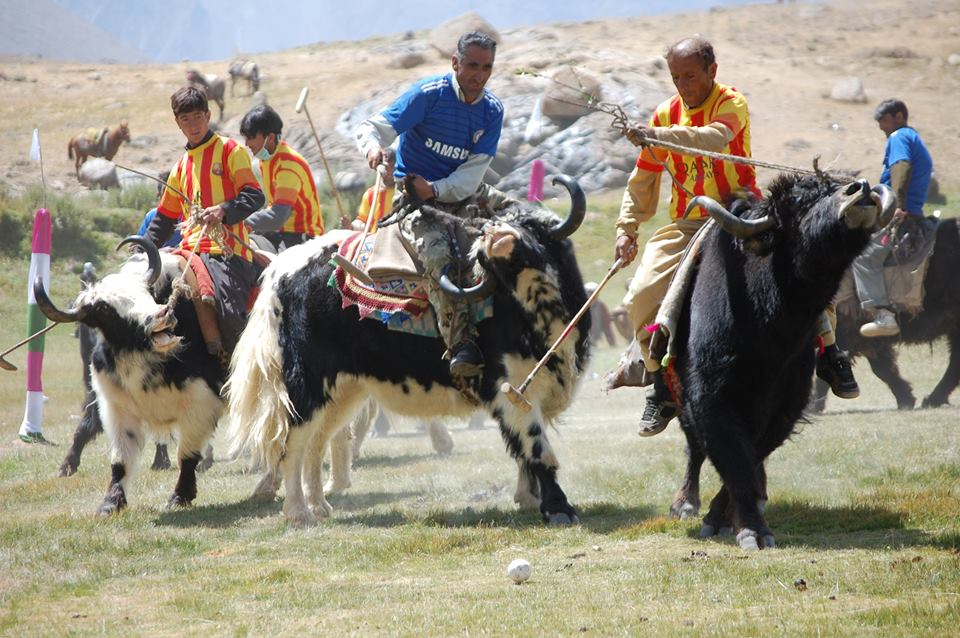
De nombreuses autres activités accompagnent les courses : ici, un match de polo (Pakistan).

Les courses de yacks sont devenues une partie intégrante du Festival du Cheval de Jyekundo (Gyêgu en chinois) en 2006. Il se déroule à 20 km au sud de Jyekundo près du petit canton de Batang avec plus de 20 000 personnes présentes. Pour le Festival du cheval de 2007, les six comtés de la préfecture autonome tibétaine de Yushu associent ressources et financement pour organiser un festival plus vaste, appelé Khampa Arts Festival (en chinois : Kangba Yishu Jie) dans la capitale de la préfecture de Jyekundo avec une présence prévue de 40 000 à 50 000 personnes. Les courses de yaks font également partie intégrante du festival Darma de dix-neuf jours à Gyantsé, et sont un point fort comique du festival du cheval de Damxung, également connu sous le nom de Dajyur.
La course de yaks est également un sport courant dans les régions agricoles et d'élevage du grand plateau tibétain. Ils organisent chaque année des courses de yaks pour célébrer la bonne récolte et prient pour qu'il fasse beau au cours de l'année à venir. Le festival qui se tenait autrefois le 25 novembre a été réorganisé sous le nom de Festival Wangguo et se tient avant la saison des récoltes en août.

## En Mongolie
Dans les montagnes du nord du Khangaï en Mongolie, le festival traditionnel du yak se tient chaque année près du lac Terkhiin Tsagaan Nuur, les deux premiers jours d'août.